# Víctor Hugo Aristizábal
Víctor Hugo Aristizábal Posada (Medellín, 9 de diciembre de 1971) es un exfutbolista colombiano que se desempeñaba como delantero. Apodado como «Aristigol», es principalmente conocido por su carrera en Atlético Nacional, además de ser parte de una de las mejores generaciones de la Selección Colombia. Se retiró del fútbol profesional el 12 de julio de 2008 en un partido de despedida que incluyó la presencia de otras leyendas del fútbol mundial.
Actualmente es panelista del programa ESPN FC Radio Colombia de la cadena ESPN, conducido por Pacho Vélez. Aparece también en el programa ESPN FC en su edición para Colombia, conducido por Antonio Casale y se desempeña esporádicamente como comentarista de partidos, en la mayoría de los casos cuando juega su club, Atlético Nacional.

## Biografía
Víctor Hugo Aristizábal Posada nació el 9 de diciembre de 1971, en el barrio Belén, en el sur occidente de Medellín. Sus amigos de la escuela Jacklyn Kennedy, viendo sus virtudes y su olfato goleador, lo empezaron a invitar a jugar en los «desafíos» barriales. No tardó en destacarse no solo por sus anotaciones con sabor a barro o a arenilla, sino por su nariz, razón por la cual sus compañeros lo empezaron a llamar «Pinocho».
Las ganas de jugar al fútbol lo llevaron a las canchas de Campo Amor, a pedir la oportunidad de jugar en los equipos de Asesorías Hernando Díaz, en los torneos de la liga Antioqueña de fútbol. Jugó en las categorías cuarta y tercera.
Por recomendación de Hernando Díaz, su primer técnico en el fútbol, llegó a la selección prejuvenil de Antioquia, orientada por Juan José Peláez. Es el año de 1985 cuando Aristi se enfundó la primera camiseta blanca y verde de las 8 selecciones paisas en las que participaría y en las cuales anotaría 25 goles.
En ese mismo año de su debut con la camiseta de selección de fútbol de Antioquia y en el mes de marzo muere su padre que, con la venta de chance, mantenía a su familia compuesta por su madre, dos hermanas, un hermano, y Víctor Hugo. No hubo otra alternativa que abandonar sus estudios de tercero de bachillerato, en el Octavio Harry y ponerse a trabajar vendiendo chance, moliendo arepas o voceando el periódico del día, en Belén Rincón, pues le daba pena con sus amiguitos del barrio que lo vieran vendiendo la prensa diaria.
Insistió con el fútbol y pasó a los equipos del Colegio Antonio Nariño donde convirtió más de 70 goles en las redes contrarias. Más tarde, en 1989, llegó al cuadro Atlético Nacional y de la mano de Nelson Gallego empezó a fundamentarse como gran goleador. Su debut con el cuadro verde no se hizo esperar: el 2 de agosto de 1990 pisó el gramado del Estadio Hernán Ramírez  Villegas como profesional, enfrentando al Deportivo Pereira.
Su primer gol se lo hizo al portero Lisandro Abello, del Sporting de Barranquilla, un 23 de agosto de 1990. A los 16 minutos de iniciado el partido, Víctor Hugo se escapó por la punta derecha y con balón cruzado venció la resistencia costeña.

## Trayectoria

### Atlético Nacional
Debutó como profesional en 1990 en Atlético Nacional, anotando 15 goles, junto con su compañero y amigo Faustino Asprilla, quien también aportó la misma cantidad de anotaciones, consagrándolos goleadores de ese torneo y campeones con la delantera más eficaz de todos los tiempos en el Verde de la Montaña. Equipo con el que fue cinco veces campeón del torneo colombiano y campeón de la Copa Merconorte, anotando uno de los goles más rápidos del torneo a los 20 segundos de haber iniciado el encuentro, tras sensacional pase de Oswaldo Mackenzie en la final de la copa contra Millonarios.

### Valencia
Debido a lo que mostró en Atlético Nacional, fichó por el Valencia C. F. de España, por un valor de 41.500.000 pesetas  (428.000 euros aprox a precios del 2017), y debutó el 16 de agosto en el Estadio Santiago Bernabéu, frente al Real Madrid. Además, llegaría a dieciseisavos de final de la Copa de la UEFA. Solo marcó un gol, fue en un partido amistoso ante el C.D. Utiel y desde el punto de penalti.

### Regreso al Atlético Nacional
Obtuvo un título honorífico por ser parte de la familia verde, en el torneo donde Nacional se hizo de nuevo con el título. Integró el equipo que obtuvo el subcampeonato de la Copa Libertadores de 1995 donde fue uno de los goleadores de la copa. Con tripleta en el Atanasio Girardot y uno en el centenario de Uruguay ante el histórico Peñarol, ante Universidad Católica, Universidad de Chile, y a Grêmio en la final.

### São Paulo y Santos
En 1996-98 fichó por el São Paulo y dos años después por el Santos para luego regresar a su país a jugar.

### Tercera vez en el Atlético Nacional y Brasil
Regresó a Atlético Nacional y posteriormente con el Deportivo Cali; sólo pasó una temporada con el equipo caleño y volvió al fútbol brasileño. Allí estuvo otras tres temporadas, en tres equipos distintos: Vitória, Cruzeiro y Coritiba.

### Vitória y Cruzeiro
Llegó en el año 2002 al Vitória donde tuvo un gran desempeño, para el año siguiente pasó al  Cruzeiro. Podría decirse que sus anteriores estadías en Sao Paulo F.C. y Vitória fueron muy buenas, pero el paso por el Cruzeiro fue uno de los más exitosos en Brasil donde, en la temporada 2003, marcó 28 goles, siendo junto a Felipe Melo pieza importante para salir campeón con este equipo.

### Cuarta vez en el Atlético Nacional y retiro
En 2005 volvería a jugar por cuarta vez en el Atlético Nacional y se consagraría campeón en los torneos Apertura 2005, Apertura 2007 y Finalización 2007.
El 25 de noviembre de 2007 en juego válido por la primera fecha de los cuadrangulares finales del fútbol colombiano, Aristizábal sufre una lesión de ligamento cruzado. Los médicos de Atlético Nacional determinan luego de exámenes que el jugador se recuperará en seis meses. En el momento de su recuperación tuvo varios partidos en Bogotá a los cuales se negó a asistir por miedo a una nueva lesión, razón por la cual decide adelantar su retiro del fútbol profesional. Aristizábal tenía programada su despedida del fútbol en enero del 2008. Tras superar su lesión se incorporó al cuerpo técnico de Atlético Nacional y realizó un partido de despedida oficial el 12 de julio de 2008. Allí lo acompañaron Enzo Francescoli, Álex Aguinaga, «Chicho» Serna, Leonel Álvarez, Faustino Asprilla, Francisco Maturana, «Bolillo», «Barrabas» Gómez, José Manuel Sempere, Juan Pablo Ángel, David Albelda, Diego Armando Maradona, René Higuita y otras figuras que alguna vez se encontraron con él en la cancha.
El 12 de julio de 2008 realizó su retiro oficial después de terminar un partido con Atlético Nacional, dijo: «En 1989 llegue al mejor equipo del mundo (Atlético Nacional), Fui a 70 países del mundo, conocí las mejores hinchadas del mundo, pero ninguna como ustedes, gracias por todo, Nacional para mí es lo mejor del mundo. Por último, no quiero llorar más porque seguiré toda mi vida en Nacional, se los prometo, pero algún día como todos nosotros que estamos presentes algún día nos iremos a rendirle cuentas al señor, pero cuando yo llegue al cielo le voy a decir 3 cosas al señor: 'Señor, muchas gracias por haberme permito nacer en Colombia, señor, muchísimas gracias por haber nacido en Antioquia, señor, demasiadas gracias por haberme permitido jugar en el Verde'» dijo Aristizabal a la hinchada verdolaga.

## Selección nacional
Con la selección de Colombia participó de los Mundiales de Estados Unidos 94  y Francia 98, y fue campeón de la Copa América Colombia 2001, en donde fue el goleador del torneo con seis anotaciones. Entre las anotaciones más destacadas con el tricolor patrio está el gol de escorpión que le marco a la selección chilena en 1993 y el hat-trick que le anotó a Paraguay en el 0-4 a favor de Colombia para la eliminatoria del mundial de Corea/Japón 2002. Sus geniales cobros de penal, la frialdad para definir con derecha, izquierda, de cabeza, su liderazgo y su ejemplo de entrega y sentido de pertenencia por la camiseta, fueron elementos fundamentales para su exitoso paso por el fútbol.
Aristizábal fue siempre un jugador controvertido en el combinado nacional. Tanto Maturana como Hernán Darío Gómez solían convocarlo con frecuencia al equipo cafetero, y lo alineaban en detrimento de otros delanteros como Iván René Valenciano o Adolfo Valencia (quienes en teoría eran más efectivos que el antioqueño), pero sus cualidades goleadoras mostradas en los clubes donde jugó prácticamente pasaron inadvertidas con la representación colombiana, al punto que en 66 partidos internacionales con Colombia solamente marcó 15 goles (aunque varios de ellos importantes). Con frecuencia era blanco de las críticas de la prensa y la afición.
Se retiraría de la selección Colombia en 2003 después del partido ante la selección de fútbol de Bolivia, en cual la selección colombiana perdió cuatro goles por cero en juego disputado en la ciudad de La Paz (Bolivia). Sin embargo, se especula que tuvo algunas diferencias con el entonces técnico de la selección Colombia Francisco Maturana, y por ello decidió renunciar al representativo nacional.

### Participaciones enEliminatorias al Mundial
| Eliminatoria                                | Sede del Mundial       | Posición               | Resultado   | PJ | GA | Asis |
| ------------------------------------------- | ---------------------- | ---------------------- | ----------- | -- | -- | ---- |
| Eliminatorias Mundial de USA 1994           | Estados Unidos         | 1°lugar 10pts Grupo A  | Clasificado | 1  | 0  | 0    |
| Eliminatorias Mundial de Francia 1998       | Francia                | 3°lugar 28pts          | Clasificado | 9  | 1  | 1    |
| Eliminatorias Mundial de Corea y Japón 2002 | Corea del Sur y Japón  | 6°lugar 27pts          | Eliminado   | 9  | 3  | 0    |
| Eliminatorias Mundial de Alemania 2006      | Alemania               | 6°lugar 24pts          | Eliminado   | 1  | 0  | 0    |
| Total en Eliminatorias                      | Total en Eliminatorias | Total en Eliminatorias | 2/4         | 20 | 4  | 1    |

### Participaciones enCopas del Mundo
| Mundial                  | Sede                     | Resultado                | PJ                           | GA | Asis |
| ------------------------ | ------------------------ | ------------------------ | ---------------------------- | -- | ---- |
| Mundial de USA 1994      | Estados Unidos           | Fase de grupos           | 0 (3 partidos como suplente) | 0  | 0    |
| Mundial de Francia 1998  | Francia                  | Fase de grupos           | 3                            | 0  | 0    |
| Total en Copas del Mundo | Total en Copas del Mundo | Total en Copas del Mundo | 3                            | 0  | 0    |

### Participaciones enCopas América
| Torneo                 | Sede                   | Resultado              | PJ | GA | Asis |
| ---------------------- | ---------------------- | ---------------------- | -- | -- | ---- |
| Copa América 1993      | Ecuador                | Tercer lugar           | 6  | 1  | 2    |
| Copa América 1995      | Uruguay                | Tercer lugar           | 4  | 0  | 0    |
| Copa América 1997      | Bolivia                | Cuartos de final       | 4  | 1  | 0    |
| Copa América 2001      | Colombia               | Campeón                | 6  | 6  | 0    |
| Total en Copas América | Total en Copas América | Total en Copas América | 20 | 8  | 2    |

### Participaciones enCopa Confederaciones
| Torneo                    | Sede    | Resultado    | PJ | GA | Asis |
| ------------------------- | ------- | ------------ | -- | -- | ---- |
| Copa Confederaciones 2003 | Francia | Cuarto lugar | 4  | 0  | 0    |

### Goles internacionales
| 1  | 30 de mayo de 1993      | Estadio Nacional, Santiago de Chile, Chile                     | Chile          | 1-0 | 1-1 | Amistoso                   |
| 2  | 16 de julio de 1993     | Estadio 9 de Mayo, Machala, Ecuador                            | México         | 2-1 | 2-1 | Copa América 1993          |
| 3  | 9 de febrero de 1994    | Estadio Internacional Rey Fahd, Riad, Arabia Saudita           | Arabia Saudita | 1-0 | 1-0 | Amistoso                   |
| 4  | 26 de febrero de 1994   | Estadio East LA College Waynecott, Los Ángeles, Estados Unidos | Corea del Sur  | 2-2 | 2-2 | Amistoso                   |
| 5  | 2 de junio de 1996      | Estadio Nacional del Perú, Lima, Perú                          | Perú           | 1-1 | 1-1 | Clasificación Mundial 1998 |
| 6  | 16 de junio de 1997     | Estadio Ramón Tahuichi Aguilera, Santa Cruz, Bolivia           | Costa Rica     | 4-1 | 4-1 | Copa América 1997          |
| 7  | 11 de julio de 2001     | Estadio Metropolitano Roberto Meléndez Barranquilla, Colombia  | Venezuela      | 2-0 | 2-0 | Copa América 2001          |
| 8  | 14 de julio de 2001     | Estadio Metropolitano Roberto Meléndez Barranquilla, Colombia  | Ecuador        | 1-0 | 1-0 | Copa América 2001          |
| 9  | 17 de julio de 2001     | Estadio Metropolitano Roberto Meléndez Barranquilla, Colombia  | Chile          | 1-0 | 2-0 | Copa América 2001          |
| 10 | 23 de julio de 2001     | Estadio Centenario, Armenia, Colombia                          | Perú           | 1-0 | 3-0 | Copa América 2001          |
| 11 | 23 de julio de 2001     | Estadio Centenario, Armenia, Colombia                          | Perú           | 3-0 | 3-0 | Copa América 2001          |
| 12 | 26 de julio de 2001     | Estadio Palogrande Manizales, Colombia                         | Honduras       | 2-0 | 2-0 | Copa América 2001          |
| 13 | 14 de noviembre de 2001 | Estadio Defensores del Chaco Asunción, Paraguay                | Paraguay       | 1-0 | 4-0 | Clasificación Mundial 2002 |
| 14 | 14 de noviembre de 2001 | Estadio Defensores del Chaco Asunción, Paraguay                | Paraguay       | 2-0 | 4-0 | Clasificación Mundial 2002 |
| 15 | 14 de noviembre de 2001 | Estadio Defensores del Chaco Asunción, Paraguay                | Paraguay       | 3-0 | 4-0 | Clasificación Mundial 2002 |

## Clubes
| Club              | País     | Año       | Goles |
| ----------------- | -------- | --------- | ----- |
| Atlético Nacional | Colombia | 1989-1993 | 63    |
| Valencia C. F.    | España   | 1994      | 0     |
| Atlético Nacional | Colombia | 1994-1996 | 58    |
| São Paulo F. C.   | Brasil   | 1996-1998 | 33    |
| Santos F. C.      | Brasil   | 1998-1999 | 5     |
| Atlético Nacional | Colombia | 2000      | 19    |
| C. D. Cali        | Colombia | 2001      | 15    |
| E. C. Vitória     | Brasil   | 2002      | 31    |
| Cruzeiro E. C.    | Brasil   | 2003      | 28    |
| Coritiba F. B. C. | Brasil   | 2004      | 13    |
| Atlético Nacional | Colombia | 2005-2007 | 68    |
| Total             | Total    | Total     | 333   |

### Goles en Copas internacionales
| Temp. | Club              | País     | Torneo                 | Part. | Goles |
| ----- | ----------------- | -------- | ---------------------- | ----- | ----- |
| 1992  | Atlético Nacional | Colombia | Copa Libertadores      | 10    | 6     |
| 1993  | Atlético Nacional | Colombia | Copa Libertadores      | 7     | 3     |
| 1993  | Atlético Nacional | Colombia | Supercopa Sudamericana | 6     | 1     |
| 1995  | Atlético Nacional | Colombia | Copa Libertadores      | 10    | 7     |
| 1995  | Atlético Nacional | Colombia | Supercopa Sudamericana | 1     | 3     |
| 1996  | São Paulo F.C.    | Brasil   | Supercopa Sudamericana | 2     | 1     |
| 1997  | São Paulo F.C.    | Brasil   | Supercopa Sudamericana | 4     | 3     |
| 2000  | Atlético Nacional | Colombia | Copa Libertadores      | 4     | 1     |
| 2000  | Atlético Nacional | Colombia | Copa Merconorte        | 10    | 5     |
| 2001  | C.D. Cali         | Colombia | Copa Libertadores      | 2     | 1     |
| 2005  | Atlético Nacional | Colombia | Copa Sudamericana      | 6     | 2     |
| 2006  | Atlético Nacional | Colombia | Copa Libertadores      | 8     | 4     |
| 2007  | Atlético Nacional | Colombia | Copa Sudamericana      | 3     | 1     |
| TOTAL | TOTAL             | TOTAL    | TOTAL                  | 80    | 38    |

### Resumen de goles oficiales
| Competencia           | Encuentros | Goles | Promedio |
| --------------------- | ---------- | ----- | -------- |
| Primera División      | 487        | 295   | 0.60     |
| Copas internacionales | 78         | 38    | 0.48     |
| Selección Colombia    | 66         | 15    | 0.23     |
| TOTAL                 | 631        | 348   | 0.55     |

## Palmarés y distinciones

### Campeonatos locales
| Título                | Club              | País   | Año  |
| --------------------- | ----------------- | ------ | ---- |
| Campeonato Paulista   | São Paulo F. C.   | Brasil | 1998 |
| Campeonato Baiano     | E. C. Vitória     | Brasil | 2002 |
| Campeonato Mineiro    | Cruzeiro E. C.    | Brasil | 2003 |
| Campeonato Paranaense | Coritiba F. B. C. | Brasil | 2004 |

### Campeonatos nacionales
| Título              | Club              | País     | Año  |
| ------------------- | ----------------- | -------- | ---- |
| Primera División    | Atlético Nacional | Colombia | 1991 |
| Primera División    | Atlético Nacional | Colombia | 1994 |
| Serie A             | Cruzeiro E. C.    | Brasil   | 2003 |
| Copa de Brasil      | Cruzeiro E. C.    | Brasil   | 2003 |
| Torneo Apertura     | Atlético Nacional | Colombia | 2005 |
| Torneo Apertura     | Atlético Nacional | Colombia | 2007 |
| Torneo Finalización | Atlético Nacional | Colombia | 2007 |

### Copas internacionales
| Título              | Club               | País     | Año  |
| ------------------- | ------------------ | -------- | ---- |
| Copa Interamericana | Atlético Nacional  | México   | 1990 |
| Copa Merconorte     | Atlético Nacional  | Colombia | 2000 |
| Copa América        | Selección Colombia | Colombia | 2001 |

### Distinciones individuales
| Distinción                                                                    | Año  |
| ----------------------------------------------------------------------------- | ---- |
| Título honorífico de parte de «Familia verde» otorgado por Atlético Nacional  | 1995 |
| Parte del Equipo Ideal de América (Diario El país de Uruguay)                 | 1996 |
| Máximo goleador de la Copa América 2001 (6 goles)                             | 2001 |
| Jugador Extranjero Más Valioso del Campeonato Brasileño de Serie A (Cruzeiro) | 2003 |
| Máximo goleador del Torneo Apertura (16 goles)                                | 2005 |
| Futbolista más grande en toda la historia de Atlético Nacional                | 2008 |

## Marcas personales
Aristizábal, quién inició su carrera como futbolista profesional en 1989, es el tercer goleador colombiano de todos los tiempos después de Radamel Falcao García y Dayro Moreno (mas no del campeonato local colombiano). También es el mayor anotador de la historia de Atlético Nacional con 206 goles, 173 en el campeonato local, 4 por Supercopa, 3 por Copa Sudamericana, 5 en la Merconorte de 2000 (que concluyó con título para Nacional) y 21 en la Copa Libertadores de América (certamen en el cual debutó en 1990 y en el que también es el mayor anotador de Atlético Nacional).
Es uno de los jugadores de Nacional que más títulos ha ganado (6), 5 títulos locales (91, 94, 05, 07-II, 07-I) y uno internacional (Merconorte 2000) Adicionalmente, con sus 206 goles en Nacional ocupa el primer lugar de goles anotados con un mismo equipo colombiano.
Es el máximo goleador de la historia con nacional en el Clásico paisa (Atlético Nacional vs. DIM) con 21 conquistas. Esa cifra lo convierte en el máximo goleador de cualquier clásico regional en Colombia. Es el único jugador colombiano en anotar en siete clásicos regionales de forma consecutiva.
Además de los juegos contra el Medellín, es el goleador histórico de los juegos en que Nacional ha enfrentado a Millonarios (13), América (14), Cali (16), Junior (14) y Caldas (12). También ostenta dicha marca en contra de Bucaramanga (13), Huila (8) y Envigado (6).
Fue el máximo goleador de la Copa América 2001 con 6 tantos. Esa marca, lo convierte en el máximo goleador colombiano en una misma edición de dicho torneo.
En 13 oportunidades, durante su carrera profesional,  anotó tres goles en un partido, esta cifra, a 2022, lo acredita como el futbolista colombiano con más tripletas en la historia del fútbol.
Víctor Hugo es el tercer máximo goleador extranjero del fútbol de primera división en Brasil.
Contabilizando su paso por todos los equipos brasileños en los que jugó y los diferentes campeonatos disputados, consiguió un total de 110 goles en Brasil. Además es el máximo anotador extranjero del Cruzeiro en el Campeonato Brasileño con 27 anotaciones. En el total de su carrera se contabilizan 346 goles oficiales, 208 con Atlético Nacional, 110 con equipos Brasileros incluyendo campeonatos regionales, 15 con el Deportivo Cali y 15 con la Selección Colombia.

## Después de su retiro
Víctor Hugo Aristizábal se retiró del fútbol profesional colombiano en el año 2008, inmediatamente pasó como asistente del director técnico José Fernando Santa en el equipo Atlético Nacional.
En el 2010 paso de ser un gran deportista y goleador a un hombre de negocios, pero encaminado por el fútbol, después de su retiro, se clarificó un proyecto que tenía en mente junto con dos amigos, llevando a cabo la creación de una escuela de fútbol que tiene por nombre su apodo en el fútbol colombiano «Aristigol». A la fecha la escuela cuenta con un grupo de más de 400 niños quienes son formados no solo a nivel deportivo sino también a nivel social como es el lema del deportista colombiano. 
En octubre de 2012 participó en el reality Mundos opuestos de RCN Televisión como estrella invitada, junto al cantante Pipe Calderón, entre otras estrellas.
Después de su retiro se desempeña como comentarista deportivo en varios programas televisivos, entre ellos, un espacio de la cadena Fox Sports llamado «Fox Sports Radio Colombia» junto a otros periodistas de renombre y exjugadores del balompié colombiano.